# Takami-ga Oka
Takami-ga Oka är en kulle i Antarktis. Den ligger i Östantarktis. Norge gör anspråk på området. Toppen på Takami-ga Oka är 208 meter över havet.
Terrängen runt Takami-ga Oka är kuperad åt sydost, men åt nordväst är den platt. Havet är nära Takami-ga Oka åt nordväst. Trakten är obefolkad. Det finns inga samhällen i närheten.